# 머귀나무
머귀나무(Zanthoxylum ailanthoides)는 한국·일본·중국 등지에 분포하는 낙엽소교목으로 높이 15m까지 자라며, 작은 가지에는 털이 없고 가시가 있다. 잎은 깃모양 겹잎으로 어긋나고 작은잎은 19-23개로 두꺼우며 넓은 바소꼴이고 끝이 날카로우며 잔톱니가 있다. 꽃은 황백색이며 원추꽃차례로 5월에 가지 끝에 피고 우산모양이다. 열매는 삭과로서 공모양이며 11월에 익고 매운맛이 있다. 가시가 없는 것은 민머귀나무(Zanthoxylum ailanthoides var. inermis)라고 하며, 잎자루가 가시에 붉은빛이 도는 것은 좀머귀나무(Zanthoxylum fauriei)라고 한다. 한방에서 잎을 감기와 학질 치료제로 쓴다.